# Saint-Pierreville
 Saint-Pierreville  là một xã ở tỉnh Ardèche, vùng Auvergne-Rhône-Alpes ở đông nam nước Pháp.